# Jokkmokk (stacja kolejowa)
Jokkmokk (szwedzki: Jokkmokks järnvägsstation) – stacja kolejowa w Jokkmokk, w regionie Norrbotten, w Szwecji, na Inlandsbanan.
Dworzec kolejowy w Jokkmokk położony jest 1250 kilometrów od Sztokholmu, na wysokości 242 m n.p.m. Został zbudowany około 1927 roku, a odcinek Inlandsbanan Porjus-Jokkmokk został otwarty dla ruchu 21 listopada 1927. Północny odcinek między Gällivare i Porjus został ukończony pod koniec 1924-25.
Linia kolejowa Arvidsjaur - Jokkmokk była ostatnią częścią Inlandsbanan, które połączyły Gällivare w północnej Laponii (Malmbanan) z Kristinehamn w Värmland na linii kolejowej między Hallsberg i Karlstad.

## Linie kolejowe
- Inlandsbanan